# Marcin Urbanik
Marcin Urbanik (ur. w Zamościu, zm. ok. 1 kwietnia 1764 lub 1765) – lwowski architekt i budowniczy, architekt królewski.

## Życiorys
Pochodził z Zamościa. Do Lwowa przybył około 1743. Najwcześniejsza znana wzmianka o nim w metrykach lwowskich zbiega się w czasie z początkiem prowadzenia przez niego «fabryki» kościoła Dominikanów we Lwowie. W 1753 miał zatarg z cechiem budowniczych lwowskich, w wyniku czego zwrócił z próśbą o opiekę do Michała Kazimierza Radziwiłła «Rybeńko». Dzięki protekcji magnata otrzymał serwitoriat królewski oraz tytuł architekta królewskiego. 29 lutego 1756 on oraz rzeźbiarze Sebastian Fesinger, Georg Michael Würtzer zostali świadkami uroczystości ślubu malarza Mathiasa Müllera z Magdaleną z Polejowskich, siostrą Piotra, Macieja i Jana Polejowskich. Według Zbigniewa Hornunga, po śmierci Bernarda Meretyna (zm. 1759) Marcin Urbanik przez pewien czas był architektem nadwornym Mikołaja Bazylego Potockiego, wojewodzica bełskiego. Tadeusz Mańkowski twierdził, że od 1764 roku Urbanik pracował z rzeźbiarzem i budowniczym Sebastianem Fesingerem (nazywał go „snycarem dominikańskim”) przy budowie obiektów, które należały do Dominikanów we Lwowie i Tarnopolu. Pozostawał w bliskiej zażyłości z malarzem Mathiasem Müllerom i rzeźbiarzem Maciejem Polejowskim.
Jego żoną od 25 stycznia 1750 była Agnieszka z Raychów (Reychów), córka szewca Johanna Raycha (Reycha). Dzieci:
- Antonella[1] (Antonia[10]), w 1765 wyszła za mąż za Klemensa Ksawerego Fesingera, syna Sebastiana Fesingera,
- Wincenty Ferariusz (ur. 5 kwietnia 1752), odziedziczył po ojcu zbiór rysunków i projektów[1], wspomniany 1 lutego 1774 jako „geometra juratus” we Lwowie[11],
- Filip (ochrzczony w 1754)[1],
- Franciszek (ochrzczony w 1756)[1],
- Wiktoria (ochrzczona w 1757)[1].

Brat żony Jan Reych oraz Sebastian Fesinger do 1769 zostawali opiekunami dzieci zmarłego architekta.
Zmarł około 1 kwietnia 1764 lub 1765.

## Prace (wybór)

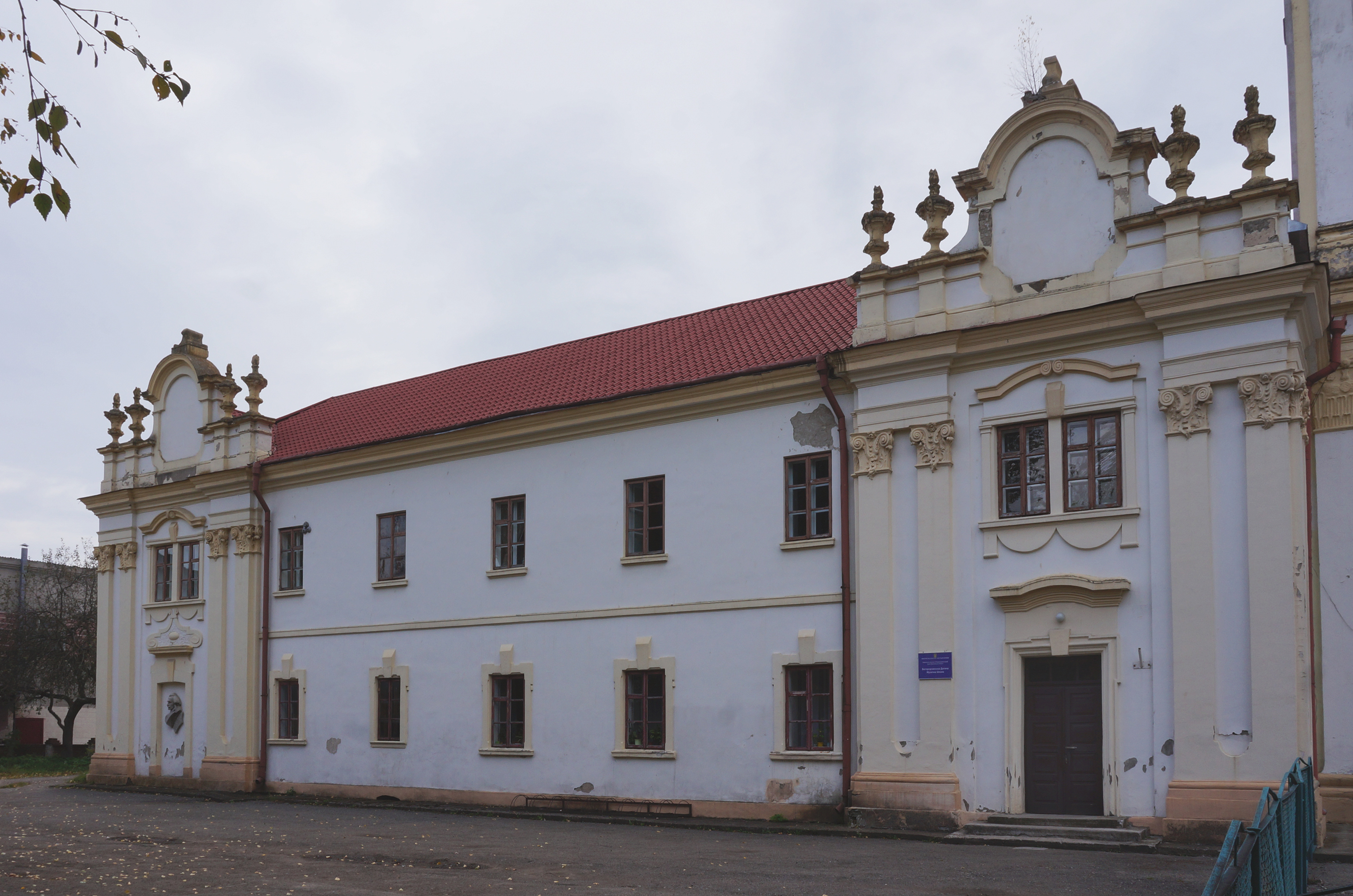
Dawny klasztor Dominikanów w Bohorodczanach

- współbudowniczy kościoła Bożego Ciała we Lwowie,
- Kościół św. Marii Magdaleny we Lwowie (atrybucja Tadeusza Mańkowskiego[13]),
- Klasztor Dominikanów w Bohorodczanach (atrybucja Piotra Krasnego)[10],
- Zbigniew Hornung przypisywał jemu:
  - projekt kościoła Wniebowzięcia Najświętszej Maryi Panny w Buczaczu[14], projekty ołtarza głównego oraz ołtarzy w nawach bocznych tej świątyni[15],
  - projekt cerkwi parafialnej w Horodence (konsekrowana w 1766)[15].